# Intelligent electronic device
IED (från engelskans intelligent electronic device) är en term som förekommer inom elbranschen för att beskriva mikroprocessorbaserade system för styrning av kraftsystemets olika delar, exempelvis frånskiljare, transformatorer och kondensatorbatterier. Definitionen för en IED är följande: "Någon anordning som innehåller en eller flera processorer med förmåga att ta emot eller skicka data, eller med förmåga att styras från eller till en extern källa (t.ex. elektroniska multifunktionsmätare, digitala reläer, styrenheter)".
IED:er börjar bli allt vanligare inom kraftsystemautomation, där de ersätter RTU:er. Den vanligaste typen är relä-IED:en som både mäter en spänning/ström och styr en brytare, och därför fungerar som ett intelligent reläskydd.

## Historia
IED:er uppkom i det tidiga 1980-talet tillsammans med mikroprocessbaserade styregenskaper. Detta medförde stora förbättringar inom interoperabilitet och integration för bland annat skydd, datainsamling och analys hos ställverk, transformatorstationer och kontrollanläggningar. Till exempel har reläskyddet övergått från att ha varit en enkelfunktionsmässig konventionell elektromekanisk typ, till att vara ett multifunktionsmässigt mikroprocessbaserat relä, som kan hantera flera olika skyddsfunktioner i samma relä, istället för att använda enskilda reläer för respektive skyddsfunktion.
Dock blev inte IED:erna omfattande förrän andra funktioner, såsom noggrann mätning av spänning, ström och fas, införlivades i reläerna. Men också tillväxten i kommunikationsinfrastruktur, standardisering av protokoll och interoperabilitet var viktiga faktorer som ledde till en IED-popularitet.

## Konstruktion
Hårdvarukonstruktionen av en IED består av utdragbara (krets)kort, vilket har fördelen att de enkelt kan bytas ut utan att koppla om ledningar eller att avlägsna IED:en från panelen. Mjukvarukonstruktionen är utformad så att en kommissioneringsingenjör enkelt och oberoende kan utvärdera och programmera de tillgängliga funktionerna. Varje vald funktion fungerar som en oberoende och inbäddad enhet i IED:en, med tillägnade in- och utgångar, inställningar och tidsmarkeringar (händelserapport). IED:er har också egenskapen att kunna mäta upp vågformen av en spänning eller ström, samt göra en störningsanalys. IED:er ersätter i många fall PLC:er och RTU:er, då IED:er har samma förmåga att utföra uppgifter.

### Kommunikationsenhet
Den mest betydande egenskapen, enheten eller delen av en IED är kommunikationen, då dess huvuduppgift är att kunna skicka och/eller ta emot data. En IED bör ha stöd för flera olika protokoll med multiportskommunikation samt för flera olika medier (till exempel trådbunden koppartråd, fiberoptik, eller trådlös, såsom radio). HMI, fjärråtkomst och direktanslutning till andra IED:er är något som moderna IED:er också bör ha. IED:er har medfört en enklare hantering då de har så kallad "plug and play"-moduler som stöder flera protokoll. Fördelen med dessa moduler är att de är utbytbara och att IED:erna enkelt kan integreras i ett separat system, exempelvis hos överliggande system inom SCADA. De vanligaste trådbundna kommunikationsportarna är (förutom fiber) RS-232 och RS-485. För fjärråtkomst används vanligen ett modem.

## Funktioner

### Skyddsfunktion
Skyddsfunktionen är den grundläggande och primära funktionen hos en (relä)-IED, eftersom IED:er var från början en förbättring av mikroprocessbaserade reläer. Detta har givit noggrannare mätprinciper och att färre hjälputrustningar krävs.

### Visardiagram
Med hjälp av IED:ens mjukvarualgoritm (som är implementerad i mikroprocessorn) kan den uppskatta amplituden och fasen hos de vågformer som inkommer till IED:en. Denna IED-egenskap används för att beräkna ett visardiagram hos en spänning eller ström med avseende på en referens. Terminologiskt brukar man hänföra detta till phasor measurement unit (PMU).

### Mätning och kvalitetsanalys
En IED kan ha flera mätningsfunktioner i sig, till exempel för effektivvärdet av spänning och ström, samt aktiv och reaktiv effekt. Utöver dessa grundläggande funktioner inkluderar mätningarna även värden för kommissionering och testning, vilket minskar kommissionerings- och testtiderna.

### Intern och extern kretsövervakning
En IED kan diagnostisera varje installerad kretskort för interna problem, och detta sker med hjälp av en så kallad självövervakningsprogramvara. Exempel kan vara problem med hårdvaran, minnet eller strömförsörjningen. Många moderna IED:er har också möjlighet att övervaka gränssnitt och externa kretsar. Gränssnittsövervakning innebär kontroll av ingångarna till IED:en. Till exempel bör ingångsströmmarna till en relä-IED från ett trefassystem vara tre gånger neutralledarens ström (om det finns någon). Skulle det vara någon avvikelse så förstår IED:en att det är något fel på någon av ingångarna, och därmed förhindrar en falsk öppning av brytare. Extern kretsövervakning kan exempelvis vara övervakning över en brytares inre delar (ledningar/kretsar), för att därmed kunna upptäcka eventuella avbrott i brytar- och slutningsmekanismen. Ett annat exempel kan vara att upptäcka och indikera något fel hos en mättransformator.

### Händelsesrapportering och feldiagnos
Händelserapportering är också en grundläggande funktion hos IED:er, och den sparar uppfångad data i ett icke-flyktigt minne. Händelser kan exempelvis vara elnätsstörningar eller inställningsändringar hos själva IED:en. IED-en tidstämplar alla händelser, och det med hjälp av GPS-synkronisering, men även en batterireserv för realtidsklockan är väsentlig. Händelser som en gång har markerats med korrekt tid kan då rapporteras i rätt ordning där de inträffade, vilket underlättar för dem som jobbar i ett kontrollrum. Det är därmed lätt att utföra feldiagnos efter att ett fel har uppstått, eftersom värdena ligger sparade i IED:en och kan hämtas senare, även i händelse av ett elavbrott.